# Oblężenie Fortu Niagara
Oblężenie Fortu Niagara – oblężenie, które miało miejsce w dniach od 6 do 26 lipca 1759 roku, podczas wojny o kolonie, stanowiącej północnoamerykański front wojny siedmioletniej.
Brytyjski atak na Fort Niagara był częścią kampanii likwidowania francuskich umocnień w okolicach Wielkich Jezior i w dolinie rzeki Ohio – operacji pozwalającej na uderzenie od zachodu na Nową Francję skoordynowane z uderzeniem generała Wolfe od wschodu. Generał Prideaux osiągnął Fort Niagara 6 lipca z 2 500 ludźmi. Kapitan Pouchot stworzył w nim silną obronę, która kosztowała życie Prideaux kilka dni po rozpoczęciu oblężenia. Dowództwo sił brytyjskich przejął William Johnson, który przyjął francuską kapitulację 26 lipca po tym, jak siły francuskie idące z odsieczą zostały zniszczone w bitwie pod La Belle Famille.
Fort Niagara upadł. Z powodu braku sił do skutecznej obrony umocnień nadgranicznych (generał Montcalm zebrał wszystkie siły Nowej Francji w mieście Québec w celu przeciwstawienia się decydującemu uderzeniu brytyjskiemu). Zmusiło to Francuzów do opuszczenia bez walki Fortu St. Frédéric a nawet potężnego Fortu Carillon (nazwanego przez Brytyjczyków Fort Ticonderoga), który obronił się rok wcześniej. Pomimo że droga wodna do Montrealu i doliny Rzeki Świętego Wawrzyńca przez jezioro Champlain teraz została otwarta, francuska obrona Fortu Niagara i w innych miejscach przedłużyła wojnę do następnego roku i pozwoliła siłom francuskim pod wodzą François Gaston de Lévis podjąć w 1760 roku próbę odbicia Quebecu.